# Epitola insulana
Epitola insulana är en fjärilsart som beskrevs av Schultze och Aurivillius 1910/11. Epitola insulana ingår i släktet Epitola och familjen juvelvingar. Inga underarter finns listade i Catalogue of Life.